# Oksana Slivenko
Oksana Nikolaevna Slivenko (in russo Оксана Николаевна Сливенко?; Čechov, 20 dicembre 1986) è una sollevatrice russa.
Nel 2021, dopo il suo ritiro dalle competizioni, Slivenko ha ricevuto una squalifica postuma di due anni per doping.

## Palmarès

### Olimpiadi
- 1 medaglia:
  - 1 oro (Pechino 2008 nei 69 kg).

### Mondiali
- 4 medaglie:
  - 3 ori (Santo Domingo 2006 nei 69 kg; Chiang Mai 2007 nei 69 kg; Parigi 2011 nei 69 kg)
  - 1 argento (Goyang 2009 nei 69 kg).

### Europei
- 4 medaglie:
  - 4 ori (Strasburgo 2007 nei 69 kg; Kazan' 2011 nei 69 kg; Antalya 2012 nei 69 kg; Tirana 2013 nei 69 kg).